# Hệ thống pháp luật Việt Nam
Hệ thống pháp luật Việt Nam là tổng thể các quy phạm pháp luật, các nguyên tắc, định hướng và mục đích của pháp luật có mối liên hệ mật thiết và thống nhất với nhau, được phân định thành các ngành luật, các chế định pháp luật và được thể hiện trong các văn bản do cơ quan nhà nước Việt Nam có thẩm quyền ban hành theo những hình thức, thủ tục nhất định để điều chỉnh các quan hệ xã hội phát sinh trên lãnh thổ Việt Nam.

## Tên gọi
Việc gọi tên hệ thống pháp luật có nhiều quan điểm khác nhau, trong đó, có quan điểm cho rằng, hệ thống pháp luật bao gồm hai bộ phận là công pháp và tư pháp, quan điểm khác cho rằng cần phải phân biệt hai khái niệm: Hệ thống pháp luật và hệ thống pháp luật thực định và quan điểm chỉ có một khái niệm hệ thống pháp luật, không thể phân biệt rõ nét hai khái niệm hệ thống pháp luật và hệ thống pháp luật thực định. Theo quan điểm này, hệ thống pháp luật có nội dung rất rộng, bao gồm hệ thống quy phạm pháp luật hiện hành và những nguồn khác nữa của pháp luật tồn tại trên thực tế mà dựa trên cơ sở đó tính hiện thực của pháp luật được bảo đảm và pháp luật phát huy hiệu lực.
Theo quan điểm này hệ thống pháp luật là một khái niệm chung bao gồm hai mặt cụ thể là: Hệ thống cấu trúc của pháp luật và hệ thống văn bản pháp luật (hệ thống nguồn của pháp luật).

## Hệ thống văn bản pháp luật
Hệ thống văn bản pháp luật của Việt Nam bao gồm:
- Hiến pháp – Do Quốc hội ban hành, là văn bản pháp luật cao nhất.
- Luật hoặc Bộ luật – Do Quốc hội thông qua và Chủ tịch nước ký quyết định ban hành. Có thể kể một số Bộ luật như: Bộ luật dân sự, Bộ luật hình sự, Bộ luật tố tụng dân sự, Bộ luật tố tụng hình sự, Bộ luật lao động, Bộ luật hàng hải
- Nghị quyết của Quốc hội
- Văn bản dưới luật gồm
  - Ủy ban thường vụ Quốc hội: Pháp lệnh, Nghị quyết
  - Chủ tịch nước: Lệnh, Quyết định
  - Chính phủ: Nghị định.
  - Thủ tướng Chính phủ: Quyết định
  - Hội đồng Thẩm phán Tòa án nhân dân tối cao: Nghị quyết
  - Chánh án Toà án nhân dân tối cao: Thông tư.
  - Viện trưởng Viện kiểm sát nhân dân tối cao: Thông tư.
  - Bộ trưởng, Thủ trưởng cơ quan ngang bộ: Thông tư
  - Tổng Kiểm toán Nhà nước: Quyết định
  - Nghị quyết liên tịch giữa Uỷ ban thường vụ Quốc hội hoặc giữa Chính phủ với cơ quan trung ương của tổ chức chính trị - xã hội.
  - Thông tư liên tịch giữa Chánh án Toà án nhân dân tối cao với Viện trưởng Viện kiểm sát nhân dân tối cao; giữa Bộ trưởng, Thủ trưởng cơ quan ngang bộ với Chánh án Tòa án nhân dân tối cao, Viện trưởng Viện kiểm sát nhân dân tối cao; giữa các Bộ trưởng, Thủ trưởng cơ quan ngang bộ.
- Văn bản quy phạm pháp luật của Hội đồng nhân dân, Uỷ ban nhân dân. Bao gồm:[2]
  - Hội đồng nhân dân: Nghị quyết.
  - Ủy ban nhân dân: Quyết định.

## Hệ thống cấu trúc
- Ngành luật hiến pháp
- Ngành luật hành chính
- Ngành luật tài chính
- Ngành luật hôn nhân và gia đình
- Ngành luật đất đai
- Ngành luật dân sự
- Ngành luật lao động
- Ngành luật hình sự
- Ngành luật kinh tế
- Ngành luật tố tụng dân sự
- Ngành luật tố tụng hình sự
- Ngành luật quốc tế